# Apple Mighty Mouse

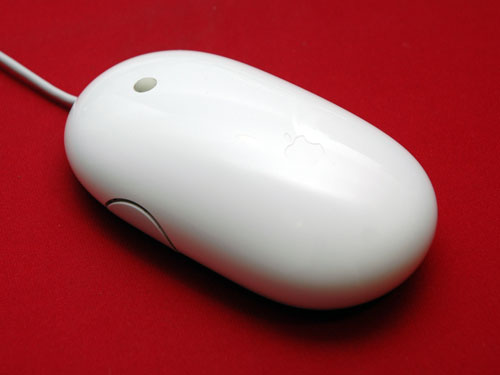
Originalversionen av Apple Mighty Mouse.

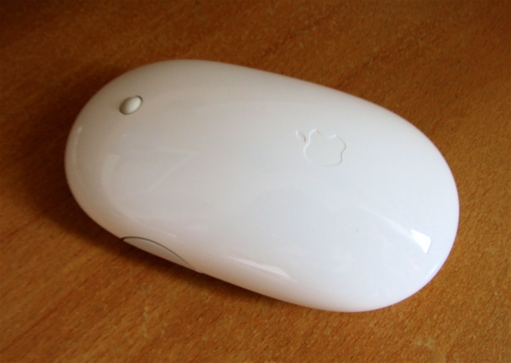
Den trådlösa versionen.

Apple Mighty Mouse var den första datormusen med flera knappar tillverkad av Apple. Den började säljas 2 augusti 2005. Innan dess hade Apple endast tillverkat pekdon med en knapp, med början i samband med Apple Lisa som introducerades 22 år tidigare. Apple Mighty Mouse ger till sin design sken av att också den vara en enknappsmus, men är tryckkänslig på båda sidorna och känner därför av vilken sida som trycks ner, och ett hjul för vertikal såväl som horisontell scrollning. Mighty Mouse finns i en trådansluten och en bluetooth-ansluten trådlös variant.